# 아마우리 텔레마코
아마우리 레할라도 텔레마코(1974년 1월 19일 ~ )는 LG 트윈스에서 뛰었던 도미니카 공화국의 전 야구 선수다. 1996년에 메이저리그에 데뷔하여 2005년까지 뛰었고, 2006년 LG 트윈스를 끝으로 은퇴했다.

## 같이 보기
- 2006년 LG 트윈스 시즌